# Mercury (bilmärke)
För andra betydelser, se Mercury.

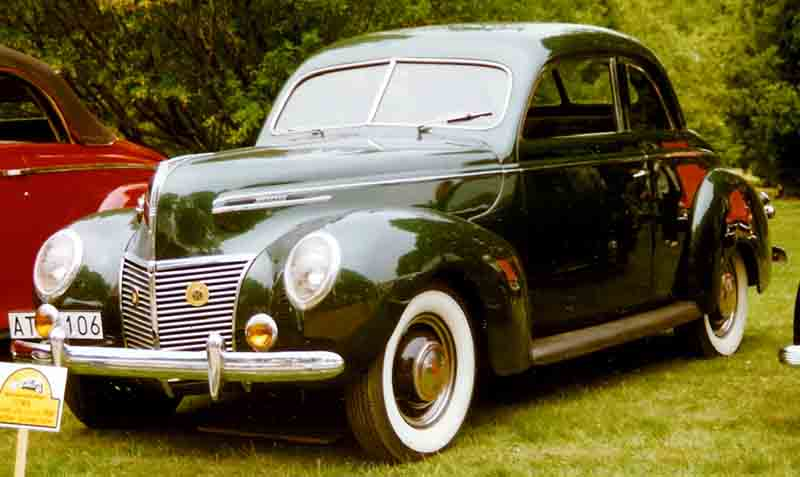
1939 Mercury Series 99A Sedan Coupe

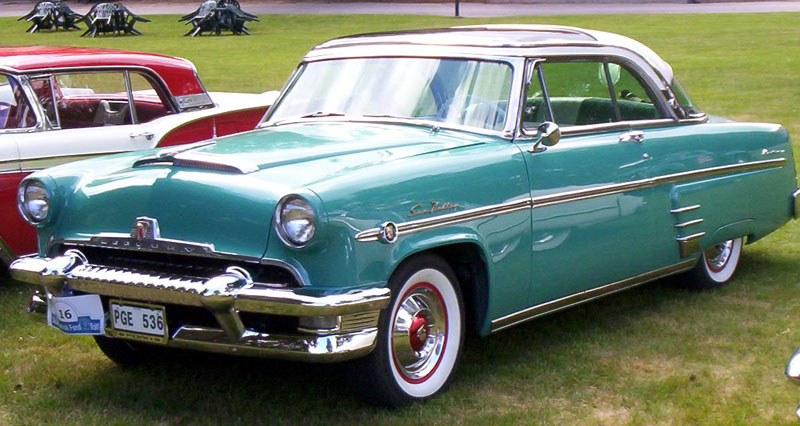
1954 Mercury Monterey Sun Valley Coupe

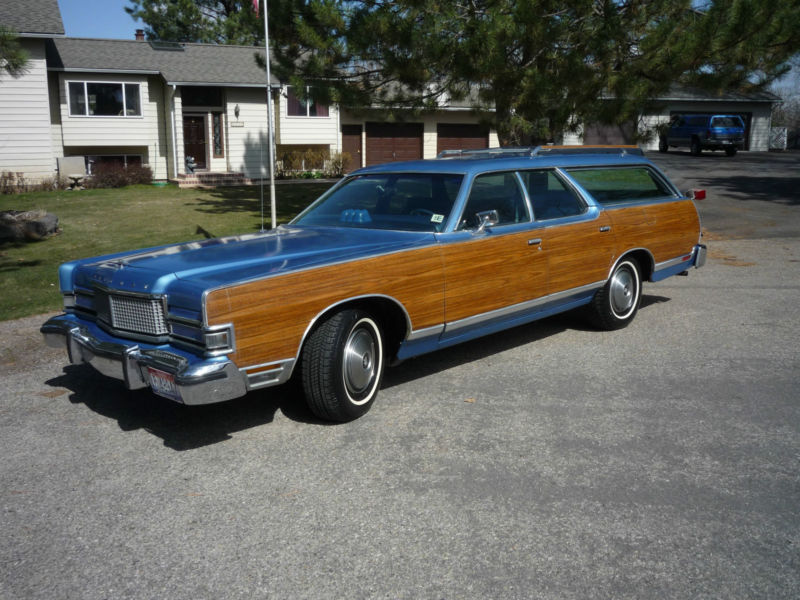
1974 Mercury Marquis Colony Park Wagon

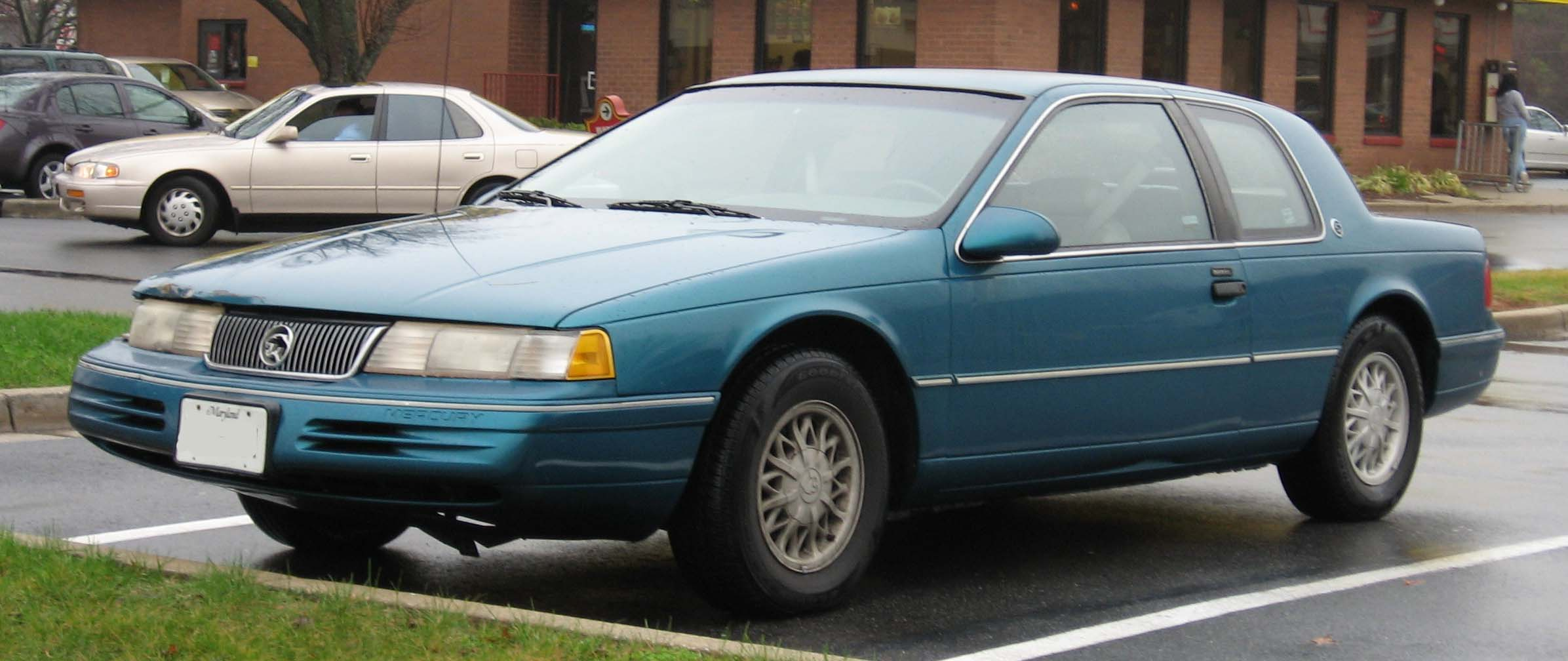
1993 Mercury Cougar XR7

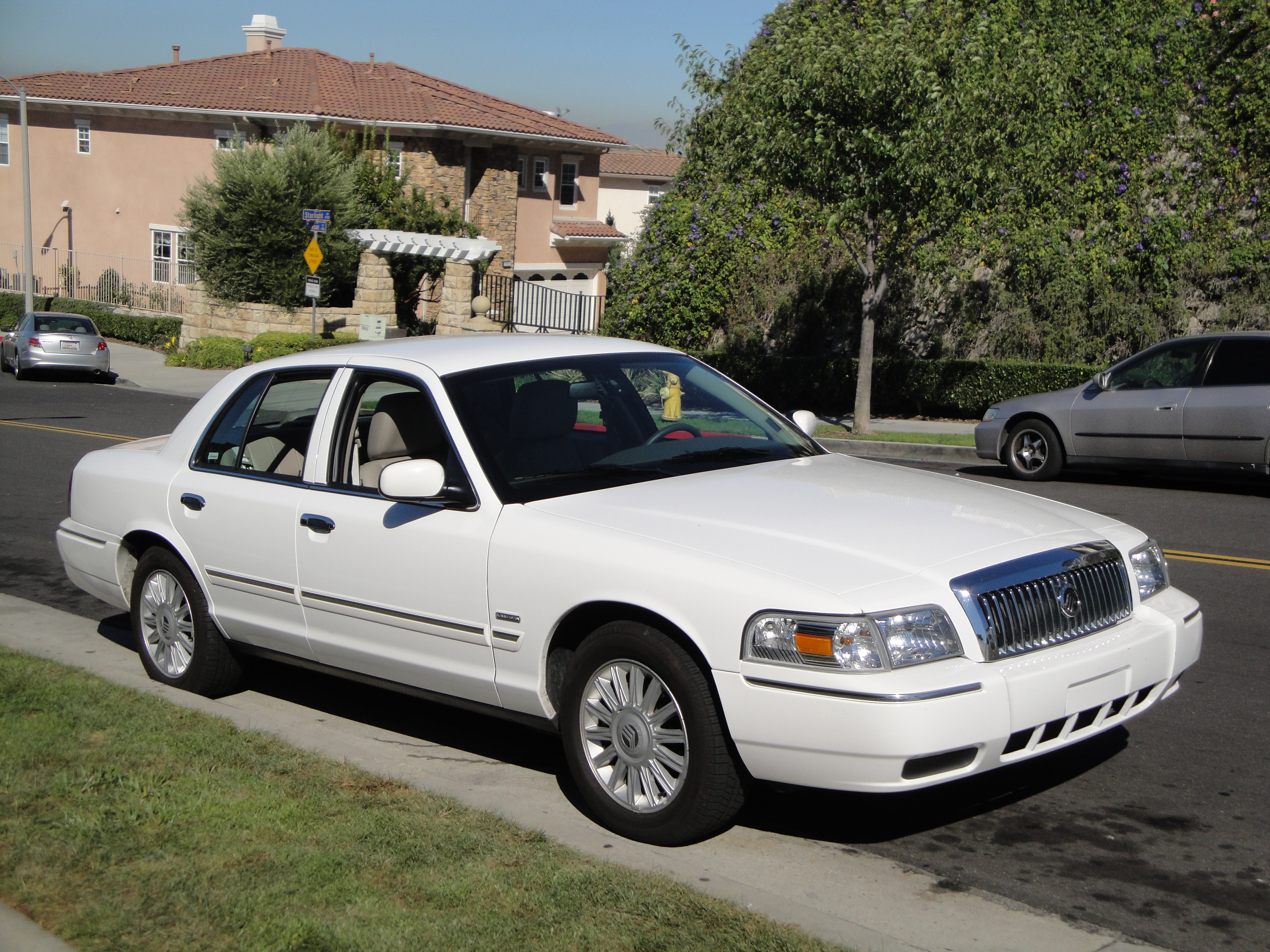
2011 Mercury Grand Marquis

Mercury var ett amerikanskt bilmärke inom Ford-koncernen som tillverkades 1939 - 2011.
Mercury initierades och namngavs av Edsel Ford, och avsåg att fylla upp det mellanrum i Ford Motor Companys modellprogram som fanns mellan allemansbilen Ford och lyxbilen Lincoln. Dess främsta konkurrenter i den lyxigare delen av mellanklassen på den amerikanska marknaden var Buick och Chrysler. De flesta av Mercurys bilar har grundkaross från Ford. Namnet Mercury kommer från guden Mercurius inom den romerska mytologin. Mercury förknippas med bra prestanda.

## 1960-talet
Under 1960-talet utvecklade Mercury en stor mängd olika modeller, storlekar, karosstyper och hjulbaser åtföljt av åtskilliga förvillande ändringar av modellnamn från år till år. Detta förhållande kan ses som en återspegling av märkets med- och motgångar under detta decennium och dess ihärdiga försök att förbättra sina produkter. Trots all förvirring återstod flera av namnen från början av årtiondet fortfarande vid dess slut. Modellerna Comet och Monterey fortlevde över alla tio åren; Montclair och Park Lane fanns ännu så sent som 1968. Namnet Meteor, som länge fanns på bilar tillverkades i Kanada som en mer påkostad upplaga av Ford USA, återfanns tillfälligt på två olika bilmodeller tillverkade av Mercury i USA åren 1961 – 1963.
Det från början fristående märket Comet introducerades 1960 som en systermodell till Ford Falcon, och nådde en försäljning första året på drygt 116 000. Försäljningen ökade under 1961 och var fortfarande stor 1962, då märket införlivades i modellfloran hos Mercury. För den som önskade största möjliga prestanda inom segmentet erbjöds från år 1964 även en speciell Comet Cyclone hardtop med 289 kubiktums V8 på 210 hk. 1964 till 1970 års Cyclone och Montego av mellanstorlek utgjorde stommen till några av decenniets mest potenta Mercury-bilar, däribland flera segrarbilar i olika tävlingslopp. 
Sedan även modellen Cougar presenterats 1967 hade Mercury som bilmärke fått en helt ny image och gjort sig känt både för lyx och för styrka. Man kan säga att märket åter hade blivit den högt eftertraktade bil som den faktiskt tidigare varit under det sena 1940-talet och tidiga 1950-talet. Med detta skulle snart visa sig inte vara särskilt länge. 

## 1970-talet
Redan tidigt under 1970-talet blev märkets modeller successivt allt mindre särpräglade och påminde i allt högre grad om utsmyckade Fordbilar. Till den allmänna utslätningen bidrog förstås dessutom ökade krav både på säkerhet och på bränsleekonomi. En av de sista bilarna med en distinkt Mercury-prägel var de två sista årmodellerna av Cyclone, som gick i graven efter 1971. 

## 2000-talet
I juni 2010 meddelade Mercurys ägare Ford Motor Company att de skulle lägga ner bilmärket för att istället satsa mer på märket Lincoln. Den sista Mercury-bilen tillverkades den 4 januari 2011.

## Lista över Mercurymodeller
- Mercury Bobcat (1975-1980)
- Mercury Brougham/Park Lane Brougham (1967-1968)
- Mercury Capri (1970-1977, 1979-1986, 1991-1994)
- Mercury Colony Park (1957-1977, 1979-1991)
- Mercury Comet (1960-1969, 1971-1977)
- Mercury Comet Cyclone (1964-1967)
- Mercury Commuter (1957-1962, 1964-1968)
- Mercury Cougar (1967-1997, 1999-2002)
- Mercury Custom (1953-1956)
- Mercury Custom Monterey (1955-1956)
- Mercury Cyclone (1968-1972)
- Mercury Eight (1939-1951)
- Mercury Grand Marquis (1983-2011)
- Mercury Grand Monarch Ghia (1975-1976)
- Mercury LN7 (1982-1983)
- Mercury Lynx (1981-1987)
- Mercury M-Series lastbil (1946-1968, Kanada)
- Mercury Marauder (1963½-1965, 1969-1970, 2003-2004)
- Mercury Marauder X-100 (1969-1970)
- Mercury Mariner SUV (2005-2010)
- Mercury Marquis (1967-1986)
- Mercury Medalist (1956, 1958)
- Mercury Meteor (1961-1963)
- Mercury Milan (2006-2011)
- Mercury Monarch (1975-1980)
- Mercury Montclair (1955-1960, 1964-1968)
- Mercury Montego (1968-1976, 2005-2007)
- Mercury Monterey (1950-1974)
- Mercury Monterey Custom (1962-1963, 1969-1970)
- Mercury Monterey minivan (2004-2007)
- Mercury Mountaineer SUV (1997-2010)
- Mercury Mystique (1995-2000)
- Mercury Park Lane (1958-1960, 1964-1968)
- Mercury S-22 (1961–1963)
- Mercury S-33 (1962–1963)
- Mercury S-55 (1962–1963½ och 1966–1967)
- Mercury Sable (1986-2005, 2008-2009)
- Mercury Topaz (1984-1994)
- Mercury Tracer (1988-1999)
- Mercury Turnpike Cruiser (1957-1958)
- Mercury Villager minivan (1993-2002)
- Mercury Voyager (1957-1959)
- Mercury Zephyr (1978-1983)

## Konceptbilar
| - Mercury Bahamian (1953) - Mercury XM-800 (1954) - Mercury XM Turnpike Cruiser (1956) - Mercury Palomar (1962) - Mercury Super Marauder (1964) - Mercury Comet Fastback (1964) - Mercury Comet Cyclone Sportster (1965) - Mercury Wrist Twist Park Lane (1965) - Mercury Comet Escapade (1966) - Mercury Astron (1966) - Mercury LeGrand Marquis (1968) - Mercury Cyclone Super Spoiler (1969) - Mercury Cougar El Gato (1970) - Mercury Montego Sportshauler (1971) - Mercury XM (1979) - Mercury Capri Guardsman (1980) | - Mercury Anster (1980) - Mercury LN7 PPG (1981) - Mercury Vanster (1985) - Mercury Concept 50 (1988) - Mercury One (1989) - Mercury Mystique (1991) - Mercury Fusion (1996) - Mercury MC 2 (1997) - Mercury MC 4 (1997) - Mercury L'Attitude (1998) - Mercury My (1999) - Mercury Gametime Villager (1999) - Mercury Cougar S (1999) - Mercury Cougar Eliminator (1999) - Mercury Marauder Convertible (2000) - Mercury Messenger - Mercury Meta One (2005) |

### Fotnoter
1. 1 2  hämtat från: franskspråkiga Wikipedia.[källa från Wikidata]
2. 1 2  hämtat från: tyskspråkiga Wikipedia.[källa från Wikidata]
3. ↑  För artikel om de Kanadabyggda bilarna, se Monarch (bilmärke)